# Kamala Harris

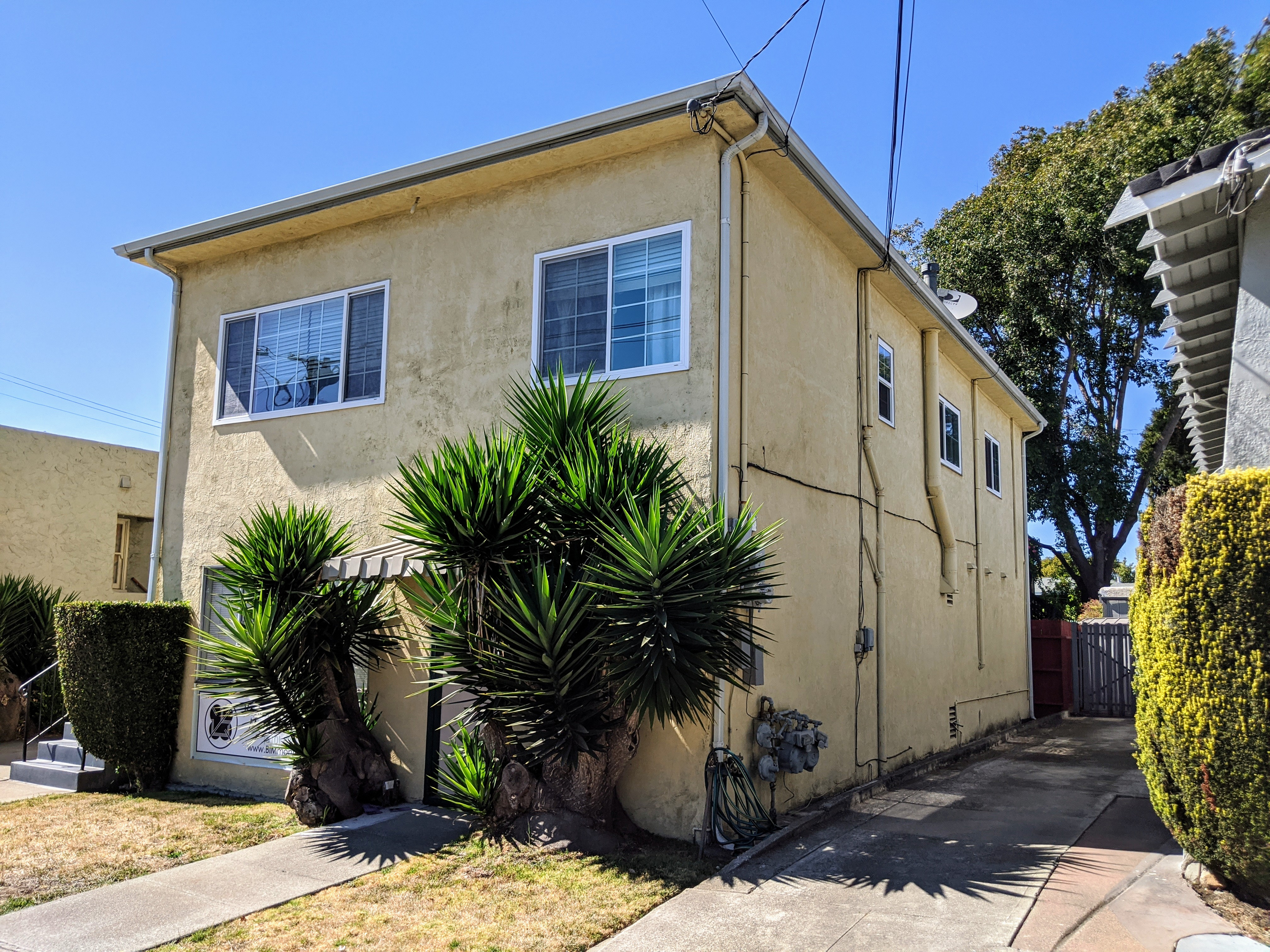
Kamala Harris barndomshem på Bancroft Way i Berkeley i Kalifornien.

Kamala Devi Harris, född 20 oktober 1964 i Oakland i Kalifornien, är en amerikansk demokratisk politiker och jurist, som var USA:s vicepresident i president Joe Bidens kabinett 2021–2025. Dessförinnan var hon ledamot av USA:s senat från 2017 till 2021. Hon är den första kvinnliga vicepresidenten i USA:s historia, den första afroamerikanska vicepresidenten samt den första vicepresidenten med indiskt ursprung. Harris arbetade som åklagare 2004–2011 och därefter som delstaten Kaliforniens attorney general 2011–2017. Hon var Demokratiska partiets presidentkandidat inför det amerikanska presidentvalet 2024, då som den andra kvinnan (efter Hillary Clinton 2016) och den andra afroamerikanen i USA:s historia (efter Barack Obama 2008 och 2012).
Den 8 november 2016 vann Harris senatsvalet i Kalifornien med 61,6 procent av rösterna mot demokraten Loretta Sanchez, som fick 38,4 procent av rösterna. Hon blev därmed den andra afroamerikanska kvinnan samt den första sydasiatiska amerikanen i USA:s senat. Som senator har hon mestadels motsatt sig tidigare presidenten Donald Trumps politik.
Harris kandiderade för Demokraternas nominering till USA:s president i valet 2020 men avslutade sin kampanj den 3 december 2019. Den 11 augusti 2020 utsåg Demokraternas presidentkandidat Joe Biden Harris till sin vicepresidentkandidat. De vann tillsammans valet 3 november 2020, efter att ha besegrat den sittande presidenten Donald Trump och den sittande vicepresidenten Mike Pence. Den 20 januari 2021 blev hon insvuren som vicepresident.
Efter att Biden i ett sent skede avstått omval 2024 blev Harris Demokraternas presidentkandidat, utan sedvanlig primärvalsprocess. Hon förlorade dock presidentvalet till sin motståndare från det republikanska partiet, Donald Trump.

## Biografi

### Uppväxt
Harris växte först upp i Berkeley med sin mor, genforskaren Shyamala Gopalan, sin far, professorn i ekonomi vid Stanford University Donald J. Harris, och sin tre år yngre syster, den politiskt aktiva juristen Maya Harris. Harris far invandrade som student från Jamaica 1961 och hennes mor som student från Indien 1958, och under sin uppväxt besökte döttrarna regelbundet både en afroamerikansk baptistkyrka (National Baptist Convention) och ett hinduistiskt tempel. Från förskoleåldern deltog hon i bussningsprogrammet för de mestadels färgade barnen från hennes område till skolor i andra områden. När hon var sju år skilde föräldrarna sig och vid tolv års ålder flyttade hon med sin mor och syster till Montréal i Kanada, där hon gick i franskspråkig skola.

### Utbildning
Efter skolavslutningen 1981 återvände hon till USA och fortsatte studierna vid Howard University i Washington, DC, där hon avlade en Bachelor of Arts-examen i statsvetenskap och nationalekonomi 1986. Därefter avlade hon juristexamen vid University of California 1989.

### Karriär
År 1990 började Harris praktisera som jurist i Kalifornien, först som åklagare för grövre brott i Alameda County 1990–1994, sedan som åklagare i San Francisco 1998–2004. År 2004 tillsattes hon som distriktsåklagare i San Francisco fram till 2011.

## Attorney general för Kalifornien (2011–2017)
Knappt två år före valet till Kaliforniens attorney general (justitieminister och chefsåklagare) 2010 tillkännagav Harris att hon tänkte ställa upp. Hon gjorde dock klart att hon bara tänkte ställa upp om Jerry Brown, som innehade posten, inte ställde upp för omval. När Brown ställde upp till valet för guvernör skaffade hon stöd från ledande demokrater i Kalifornien. 8 juni 2010 vann hon primärvalet mot Alberto Torrico och Chris Kelly med 33,6% av rösterna. I det allmänna valet mötte hon den republikanska distriktsåklagaren från Los Angeles County, Steve Cooley. Valet hölls 2 november 2010 och efter en utdragen rösträkning stod Harris klar som segrare. 3 januari 2011 svors Harris in som Kaliforniens attorney general, den första afroamerikanska kvinnan på den posten. Hon blev omvald 2014, och satt på posten till januari 2017, då hon tillträdde som senator.

## USA:s senat (2017–2021)
Efter 24 år som senator för Kalifornien tillkännagav Barbara Boxer (demokrat) sin avsikt att gå i pension från USA:s senat i slutet av sin mandatperiod år 2016. Harris var först ut med att kandidera som hennes möjliga efterträdare och tillkännagav officiellt lanseringen av sin kampanj den 13 januari 2015. Hon betraktades allmänt som en toppkandidat redan från början av sin kampanj. Vid demokraternas konvent i Kalifornien i februari 2016 fick Harris nästan 80 % av rösterna. Tre månader senare tillstyrkte guvernören Jerry Brown hennes kandidatur.
För första gången sedan 1914 deltog ingen republikan i Kaliforniens senatsval och i valet november 2016 besegrade Harris demokratiska kongressledamoten Loretta Sanchez med mer än 60 % av rösterna. Efter sin seger tog hon ställning för att skydda invandrare gentemot president Trumps invandringskritiska linje.
I februari talade Harris i opposition mot president Trumps val av Betsy DeVos till utbildningsminister och Jeff Sessions till justitieminister. I april röstade hon emot tillsättningen av Neil Gorsuch till USA:s högsta domstol.
Hon verkade också som ledare för senatens utfrågningar i flera fall rörande oklarheter i förhållande till president Donald Trumps regering och medarbetare, något som gav stor medial uppmärksamhet. Då hennes inträngande utfrågning av biträdande justitieministern Rod Rosenstein i juni 2017, rörande dennes roll i avskedandet av FBI-chefen James B. Comey, fick utskottets ordförande, senator Richard Burr, att avbryta henne och be henne visa större respekt för den utfrågade, väckte det även debatt i nyhetsmedia om huruvida dennes beteende var sexistiskt och antagandet att Burr inte skulle ha behandlat en manlig senatskollega på liknande sätt.
Harris var en av de politiker som fick sig tillsänt en av brevbomberna oktober 2018.
Efter sitt val till vicepresident i USA avgick Harris från sin senatsplats den 18 januari 2021, innan hon tillträdde vicepresidentposten den 20 januari 2021 och ersattes av Alex Padilla.

## Presidentvalet 2020

### Presidentkandidat 2020
Den 21 januari 2019 meddelade Harris att hon kandiderade till det amerikanska presidentvalet år 2020. Inom 24 timmar efter meddelandet mottog hennes kampanj över 1,5 miljoner dollar i små donationer från samtliga delstater via Act Blue.
I den ovanligt stora konkurrensen av demokratiska kandidater valde hon att avsluta sin kampanj den 3 december 2019.

### Vicepresidentkandidat 2020
I början av mars 2020 föreslog den svarte politikern Jim Clyburn till Joe Biden, tidigare vicepresident under Barack Obama, att välja en färgad kvinna som vicepresidentkandidat och noterade att "afroamerikanska kvinnor kunde förtjäna att belönas för sin lojalitet". 12 juni spekulerade The New York Times att Harris torde vara den enda afroamerikanska kvinnan med den tillräckliga politiska erfarenheten för en vicepresidentpost och 11 augusti 2020 utsåg Joe Biden just Harris till sin vicepresidentkandidat..

Bidens och Harris kampanjlogo.

Hon blev därmed den första afroamerikanska och indoamerikanska kvinna som har nominerats som vicepresidentskandidat. Hon är bara den tredje kvinnan, efter Geraldine Ferraro och Sarah Palin, som nominerats till vicepresidentskandidat av något av de större partierna.
Harris blev den tillträdande vicepresidenten när hon tillsammans med Biden vann presidentvalet.

## USA:s vicepresident (2021–2025)

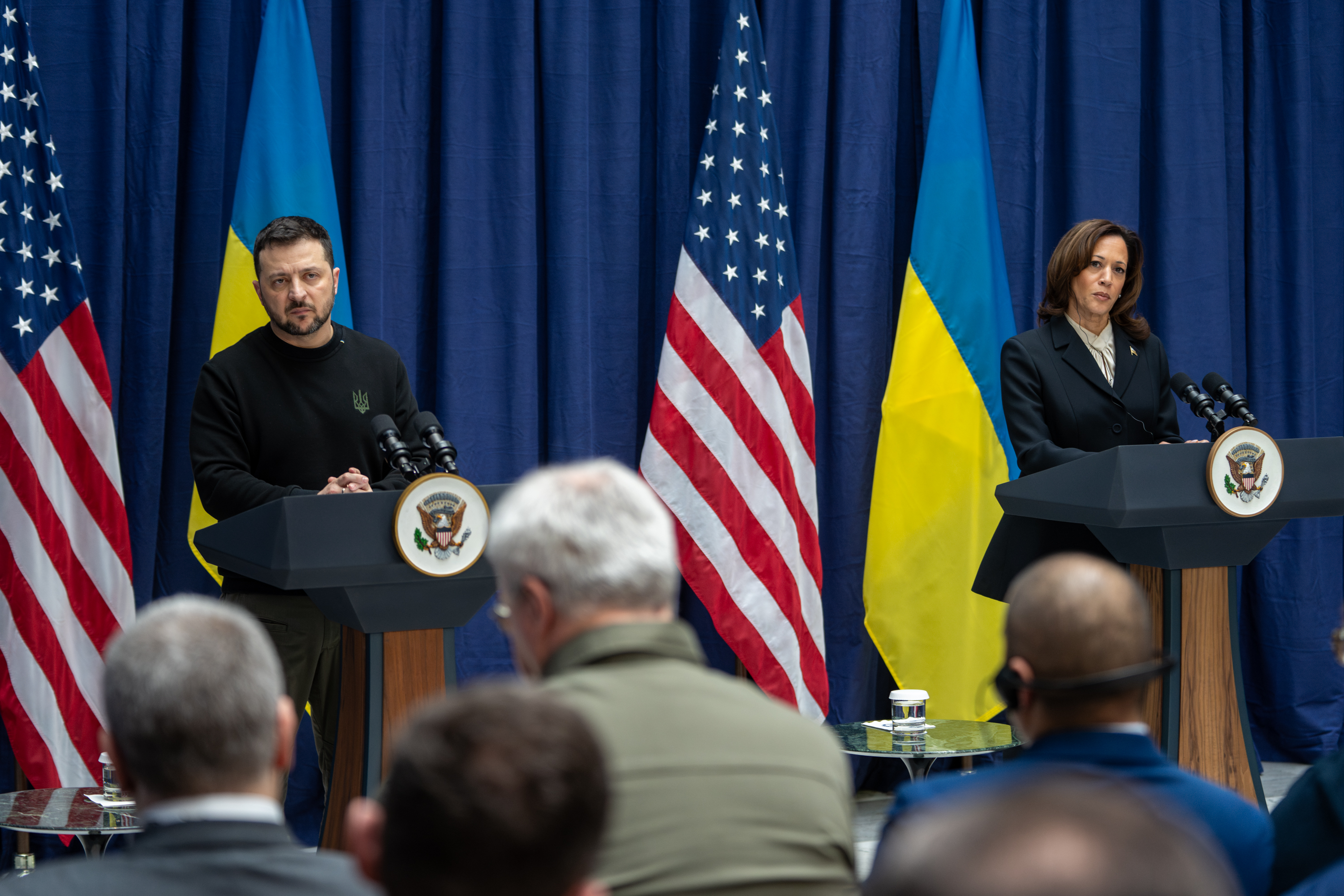
Harris tillsammans med Ukrainas president Volodymyr Zelenskyj.

Kamala Harris tillträde som USA:s vicepresident den 20 januari 2021. Hon svors in som vice president av Sonia Sotomayor. Hon blev därmed USA:s första kvinnliga vicepresident, första afroamerikanska och indoamerikanska kvinna som vice president. Bland det första Harris utförde som vice president var att svära in senatorerna Alex Padilla, Raphael Warnock och Jon Ossoff. Den 19 november 2021 fungerade Harris som tillförordnad president från 10:10 till 11:35 EST medan Biden genomgick en koloskopi. Hon var den första kvinnan, och den tredje personen totalt sett, som övertog presidentskapets befogenheter och plikter som tillförordnad president i USA.
Harris lämnade posten som vice president den 20 januari 2025 och efterträddes av republikanen J.D. Vance. 

### Utrikespolitik
I november 2021 mötte Harris Frankrikes president Emmanuel Macron för att stärka banden mellan USA och Frankrike. Harris har haft en viktig diplomatisk roll i regeringen Biden, inte minst efter Rysslands invasion av Ukraina 2022. I april 2023 mötte Harris den sydkoreanske presidenten Yoon Suk-yeol för att stärka banden mellan USA och Sydkorea. Efter Hamas attack mot Israel den 7 oktober 2023 och det krig som följde kritiserade Harris i mars 2024 Israels handlingar under kriget och talade om vapenvila.

## Presidentvalet 2024

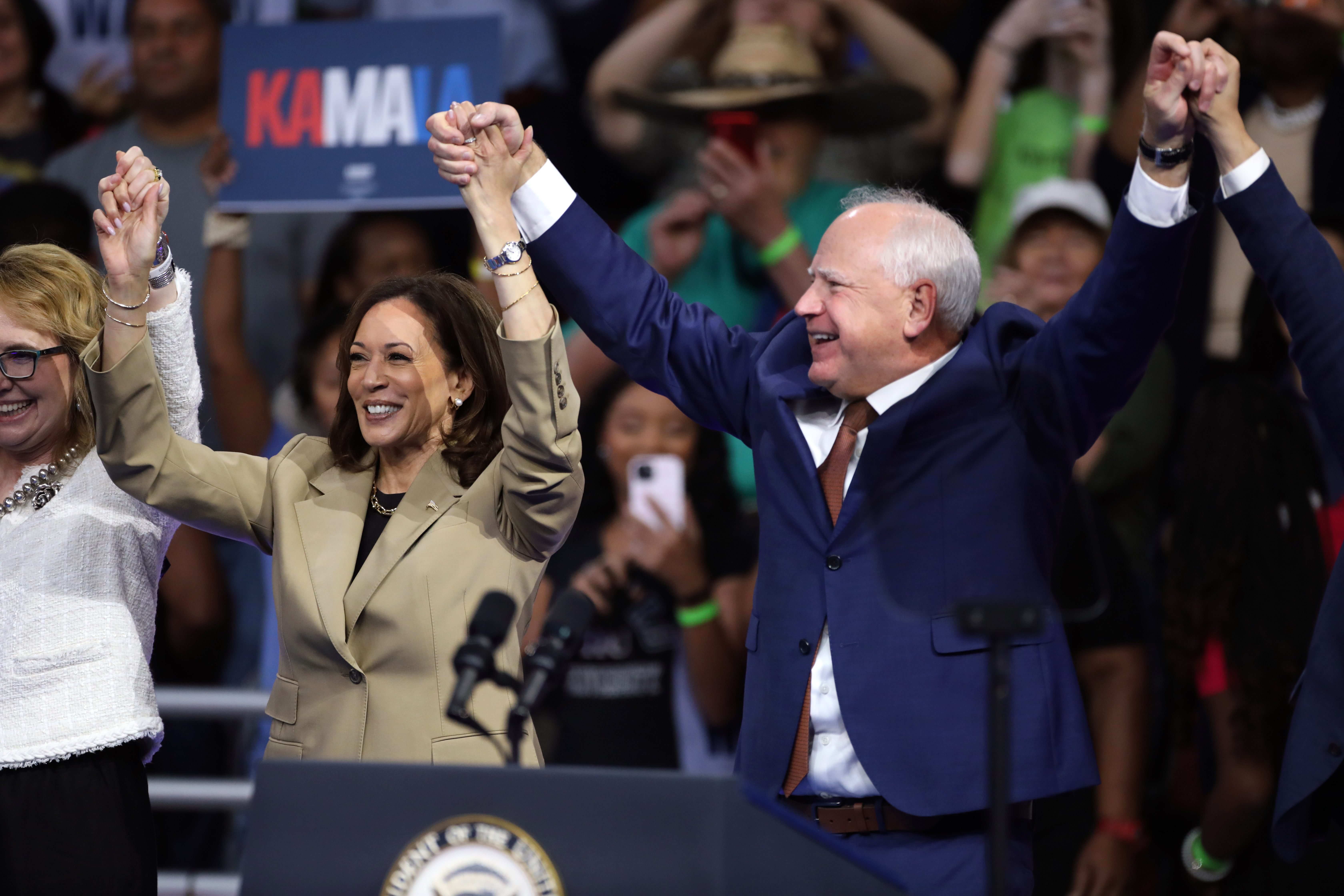
Harris & Tim Walz under ett kampanjmöte i Arizona.

Den 21 juli 2024 meddelade den sittande presidenten Joe Biden att han skulle avbryta sin omvalskampanj till presidentposten. Han gav samtidigt sitt fulla stöd till sin vicepresident, Kamala Harris, som presidentkandidat för demokraterna i presidentvalet den 5 november 2024. Samma dag meddelade Harris att hon ställde upp som presidentkandidat. Under demokraternas konvent i augusti 2024 blev hon officiellt utnämnd till presidentkandidat och tillkännagav då även att Tim Walz blir hennes vicepresidentkandidat. Under det första dygnet av hennes kandidatur hade man samlat in 81 miljoner dollar vilket är den högsta summan i donationer som någonsin har samlats in av en presidentkandidat under en 24 timmar period.
Harris förlorade valet mot den republikanska kandidaten Donald Trump. Om Kamala Harris hade vunnit valet skulle det ha inneburit att hon skulle ha blivit den första kvinna som någonsin innehaft presidentämbetet. Efter valförlusten ringde Harris upp Trump för att gratulera honom till valsegern. Trump fick 49,8 % mot 48,3 % för Harris, och i elektorskollegiet fick Trump 312 röster mot 226 för Harris.

## Utmärkelser
Harris blev hedersdoktor vid University of Southern California 2015 och Howard University 2017. Tillsammans med Joe Biden blev Harris utnämnd till Time Person of the Year 2020.

## Privatliv
Efter förlovning i april 2014 gifte sig Harris den 22 augusti samma år med advokaten Douglas Emhoff i Santa Barbara, Kalifornien och blev då även styvmor till dennes två barn.